# 1508 en arts plastiques
| Années des arts plastiques : 1505 - 1506 - 1507 - 1508 - 1509 - 1510 - 1511    |
| Décennies des arts plastiques : 1470 - 1480 - 1490 - 1500 - 1510 - 1520 - 1530 |

Cette page concerne l'année 1508 en arts plastiques.

## Événements
- Michel-Ange entreprend de peindre à fresque le plafond de la chapelle Sixtine.

## Naissances
- 25 novembre : Cristoforo Gherardi, peintre italien maniériste († avril 1556),
- ? :
  - Pieter Aertsen, peintre hollandais († 3 juin 1575),
  - Giovanni Battista Averara, peintre italien († 10 novembre 1548),
  - Girolamo da Treviso, peintre italien († 10 septembre 1544),
  - Giovanni Bernardo Lama, peintre italien († 1579),
- Vers 1508 :
- Pastorino dei Pastorini, peintre, sculpteur et médailliste italien († 1592).

## Décès
- Giovan Maria di Bartolomeo Baci di Belforte, peintre italien (° ?).